# HD 154090
HD 154090 (k Scorpii) é uma estrela na direção da Scorpius. Possui uma ascensão reta de 17h 04m 49.35s e uma declinação de −34° 07′ 22.5″. Sua magnitude aparente é igual a 4.83. Considerando sua distância de 2672 anos-luz em relação à Terra, sua magnitude absoluta é igual a −4.74. Pertence à classe espectral B2Iab. É uma estrela variável Alpha Cygni.